# Amorphophallus lewallei
Amorphophallus lewallei är en kallaväxtart som beskrevs av François Malaisse och Paul Rodolphe Joseph Bamps. Amorphophallus lewallei ingår i släktet Amorphophallus och familjen kallaväxter. Inga underarter finns listade.